# レーゲンスブルク侯国

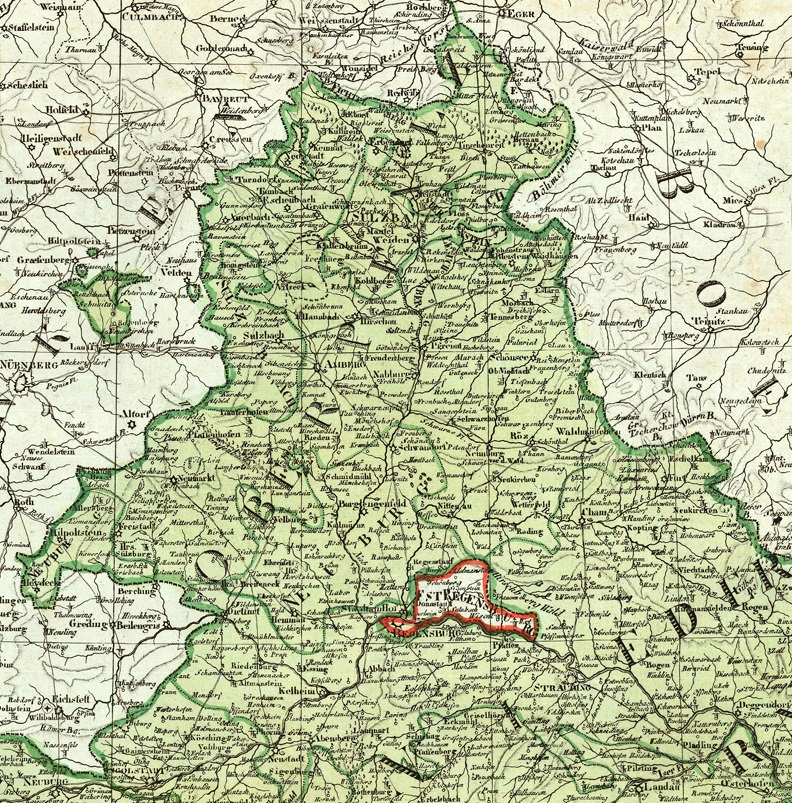
レーゲンスブルク侯国の領域（1807年）

レーゲンスブルク侯国（ドイツ語: Fürstentum Regensburg）は、神聖ローマ帝国とライン連邦を構成していた諸侯国の一つ。首都はレーゲンスブルク（現在のバイエルン州）に置かれていた。

## 歴史
フランスが1801年のリュネヴィルの和約でマインツを併合した後、マインツ大司教選帝侯であったカール・テオドール・フォン・ダールベルクに対する補償として創設された。領土には、ドナウシュタウフ、ヴェルト、ホーエンブルクの領主、帝国都市レーゲンスブルク、聖エメラム修道院、さらにオーバーミュンスターとニーダーミュンスターの所領も含まれており、ダールベルクはマイン川沿いにあったアシャッフェンブルク公国も獲得した。また、ダールベルクはマインツで与えられていた選帝侯位及び大司教位を引き続き踏襲することも認められた。
バイエルンがレーゲンスブルクに対して領有権を主張していたため、ダールベルクは1805年2月1日まで大司教位につくことはなかった。1806年に神聖ローマ帝国が解体されると侯国は選帝侯国としての地位を喪失し、新たに創設されたライン連邦に加入した。
1809年オーストリア戦役によって、レーゲンスブルクは1809年4月20日にオーストリア軍の占領を受けた。 3日後に反攻してきたフランス軍によって占領され、略奪の被害を受けた。1810年のパリ条約により、ダールベルクはレーゲンスブルクをバイエルン王国に割譲する見返りとしてハーナウとフルダを獲得し、既に所有していたアシャッフェンブルク公国と合わせてフランクフルト大公国を形成した。
レーゲンスブルク割譲後もダールベルクは1817年に死去するまでレーゲンスブルク大司教の称号を保持していたが、レーゲンスブルクはミュンヘン大司教区とフライジング大司教区の単なる代官司教区となった。